# Havok (seriefigur)
Havok är en superhjälte och medlem i superhjältegruppen X-men skapad av företaget Marvel. Hans riktiga namn är Alexander Summers och han är helbror till Scott Summers Cyclops och son till Corsair från StarJammers som endast dykt upp då och då i den svenska utgivningen av Marvels serier.
Havok kan absorbera omgivande kosmisk strålning i sina celler och sedan omvandla detta till het plasma. Hur han lyckas med denna omvandling är okänt och han måste göra sig av med denna plasma regelbundet för att inte bli sjuk. Han bär därför en speciell dräkt som låter honom göra sig av med den utan att någon annan tar skada.
Han är spelad av Lucas Till i filmerna X-Men: First Class (2011), X-Men: Days of Future Past (2014) och X-Men: Apocalypse (2016).